# Cryptoblepharus richardsi
Cryptoblepharus richardsi (луїзіадський змієокий сцинк) — вид сцинкоподібних ящірок родини сцинкових (Scincidae). Ендемік Папуа Нової Гвінеї. Вид названий на честь австралійського герпетолога Стівена Річардса.

## Поширення і екологія
Тьмяні змієокі сцинки є ендеміками Місіма в архіпелазі Луїзіада. Вони живуть в прибережних районах, серед заростей і вапнякових скель.